# Jovice
Jovice, ungarisch Jólész (1920–1948 slowakisch „Jolés“) ist eine Gemeinde im Osten der Slowakei mit 820 Einwohnern (Stand 31. Dezember 2024), die zum Okres Rožňava, einem Teil des Košický kraj, gehört.

## Geographie

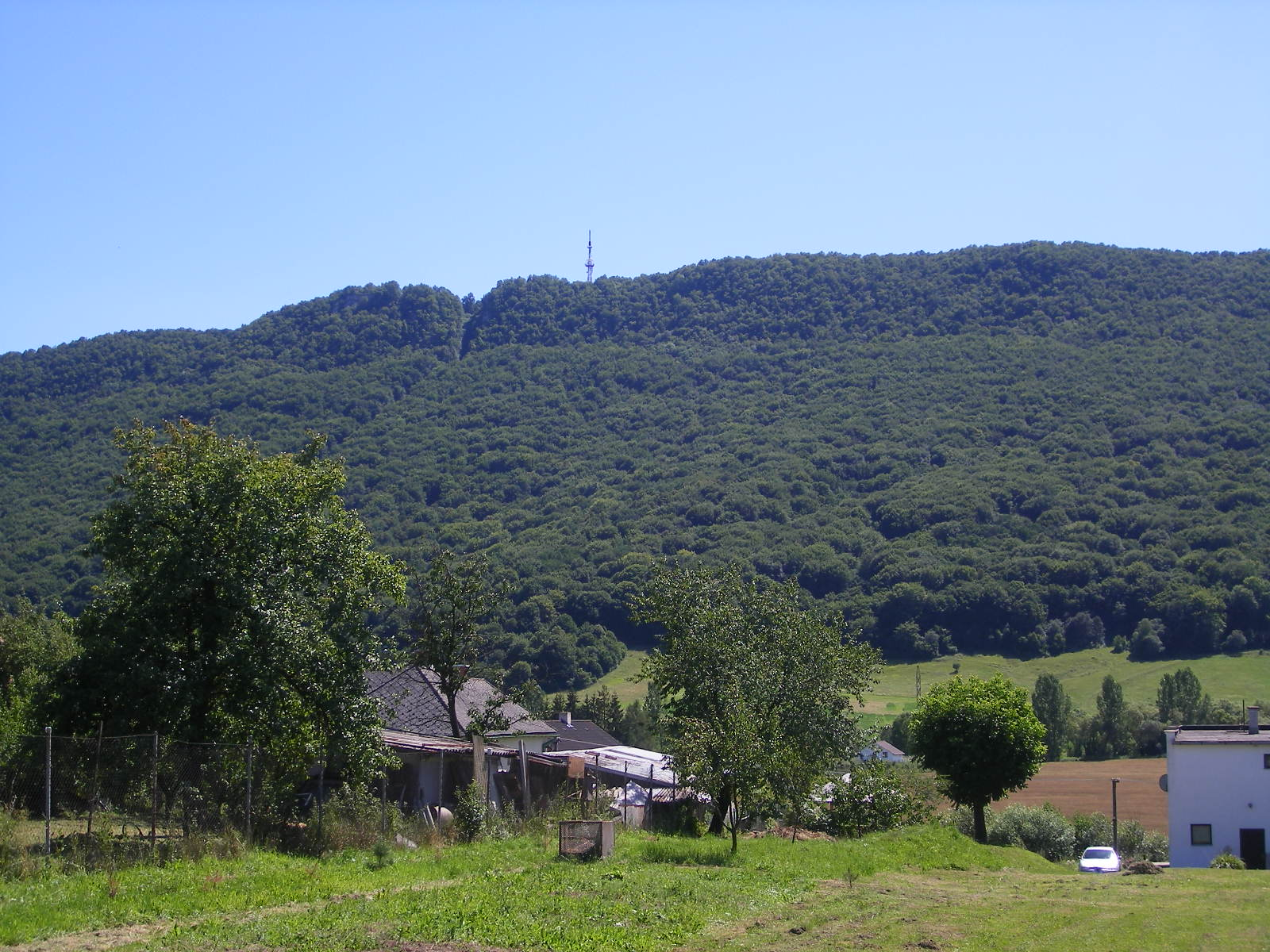
Die bewaldete Silica-Plateau oberhalb von Jovice

Die Gemeinde befindet sich im Gebiet des Slowakischen Karstes im Talkessel Rožňavská kotlina, unterhalb des südlich gelegenen Silica-Karstplateaus. Vom Ort selbst ist das Plateau durch den kleinen Fluss Čremošná getrennt, der bei Brzotín in die Slaná mündet. Das Ortszentrum liegt auf einer Höhe von 280 m n.m. und ist fünfeinhalb Kilometer von Rožňava entfernt.
Nachbargemeinden sind Krásnohorské Podhradie im Norden und Nordosten, Krásnohorská Dlhá Lúka im Osten und Südosten, Silica im Süden, Brzotín im Südwesten und Westen sowie Rožňava im Nordwesten.

## Geschichte

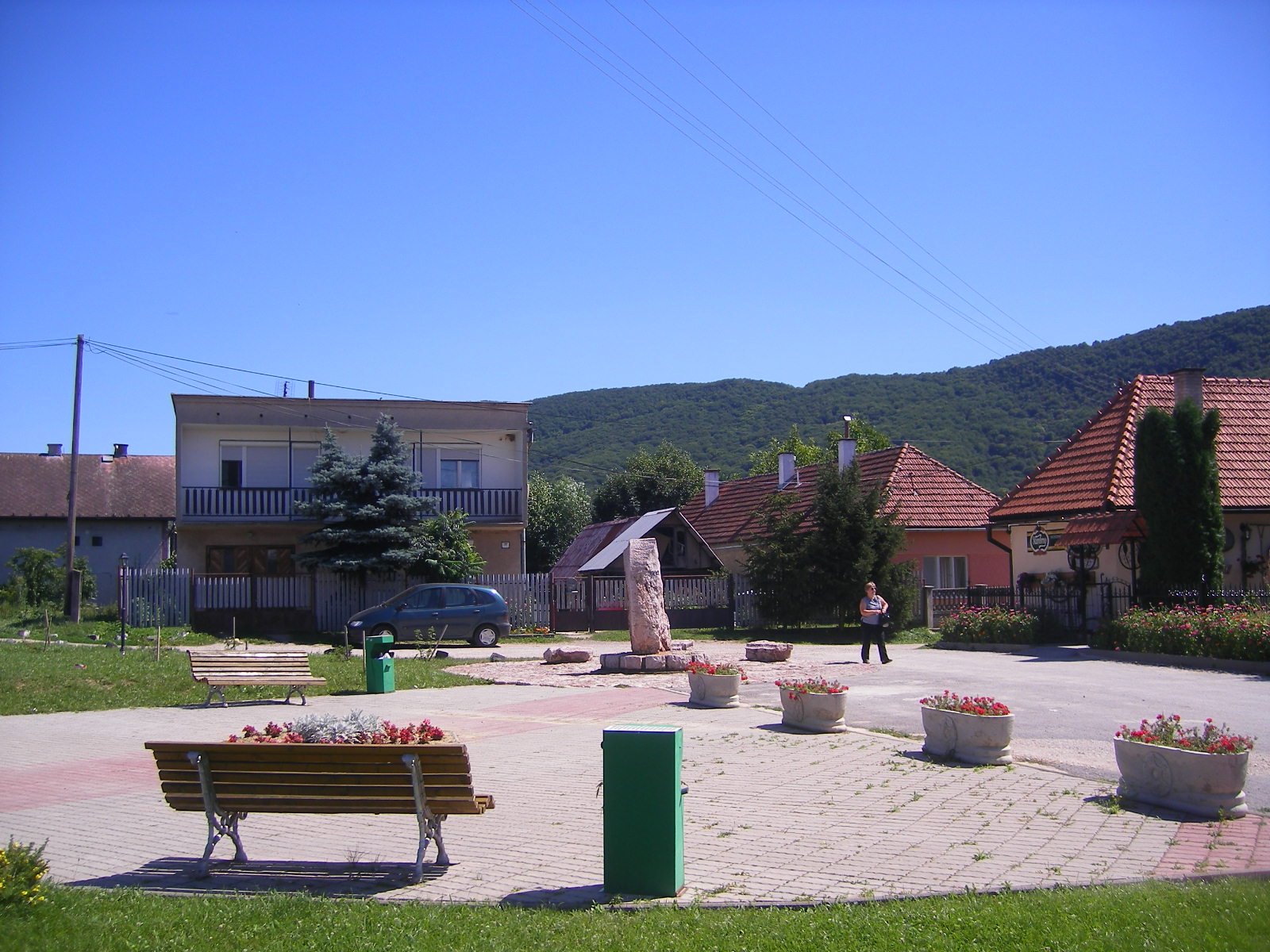
Jovice

Jovice entstand um die Wende vom 13. zum 14. Jahrhundert auf dem Herrschaftsgebiet der nahen Burg Krásna Hôrka und wurde zum ersten Mal 1352 als Pachapataka schriftlich erwähnt. Der heutige Name erscheint im Jahr 1427 in der Form Jolees; im selben Jahr besaß das Geschlecht Bebek 19 Porta im Ort. Im 16. Jahrhundert ließen sich Walachen im Rahmen der walachischen Kolonisierung in Jovice nieder. 1773 wohnten im Ort 22 Grunduntertanen, 11 Unfreie und acht Walachen. 1828 zählte man 66 Häuser und 395 Einwohner, die als Landwirte beschäftigt waren.
Bis 1918/1919 gehörte der im Komitat Gemer und Kleinhont liegende Ort zum Königreich Ungarn und kam danach zur Tschechoslowakei beziehungsweise heute Slowakei. 1938 bis 1945 war er auf Grund des Ersten Wiener Schiedsspruchs noch einmal Teil Ungarns.

## Bevölkerung
| Jahr                | 1994 | 2004     | 2014    | 2024    |
| ------------------- | ---- | -------- | ------- | ------- |
| Anzahl der Personen | 612  | 695      | 761     | 820     |
| Unterschied         |      | +13,56 % | +9,49 % | +7,75 % |

| Jahr                | 2023 | 2024    |
| ------------------- | ---- | ------- |
| Anzahl der Personen | 798  | 820     |
| Unterschied         |      | +2,75 % |

Nach der Volkszählung 2011 wohnten in Jovice 726 Einwohner, davon 546 Magyaren, 130 Slowaken und 21 Roma. 29 Einwohner machten keine Angabe zur Ethnie.
439 Einwohner bekannten sich zur römisch-katholischen Kirche, 80 Einwohner zur reformierten Kirche, 51 Einwohner zur Evangelischen Kirche A. B., fünf Einwohner zur evangelisch-methodistischen Kirche sowie jeweils ein Einwohner zu den Zeugen Jehovas und zur griechisch-katholischen Kirche; ein Einwohner bekannte sich zu einer anderen Konfession. 93 Einwohner waren konfessionslos und bei 55 Einwohnern wurde die Konfession nicht ermittelt.

## Verkehr
Durch Jovice verläuft die Straße 3. Ordnung 3012 zwischen Rožňava und Lipovník über Krásnohorská Dlhá Lúka. Des Weiteren besitzt die Ortschaft eine (derzeit nicht bediente) Haltestelle an der Bahnstrecke Košice-Barca–Rožňava. Der nächste Bahnhof mit regelmäßigem Personenverkehr ist Rožňava in dreieinhalb Kilometer Entfernung.

## Söhne und Töchter der Gemeinde
- András Cházár (1745–1816), ungarischer Lehrer, Gründer der ersten Schule für taubstumme Kinder im Königreich Ungarn